# Amauris egialea
Amauris egialea är en fjärilsart som beskrevs av Pieter Cramer 1779. Amauris egialea ingår i släktet Amauris och familjen praktfjärilar. Inga underarter finns listade i Catalogue of Life.